# Carlos Alberto Scolari
Carlos Alberto Scolari   (Rosario, 1963) és un teòric de la comunicació i els mitjans de comunicació argentí que viu a Europa des del 1990. Una de les seves aportacions teòriques va ser la creació del terme «hipermediacions».

## Biografia
És llicenciat en Comunicació Social per la Universidad Nacional de Rosario (Argentina), doctor en Lingüística Aplicada i Llenguatges de la Comunicació per la Università Cattolica di Milano (Itàlia), i especialitzat en l'estudi dels mitjans digitals de comunicació i l'ecologia dels mitjans. Actualment, és professor a la Universitat Pompeu Fabra, on dona classes de mètodes d'anàlisi de missatges i anàlisi de missatges en mitjans interactius. També és investigador de la comunicació en mitjans digitals, interfícies, i de l'ecologia de la comunicació.
Està format en la tradició de les teories dels mitjans de comunicació massius, i des del 1990 s'ha dedicat a estudiar les noves formes de comunicació nascudes a partir de la difusió de la World Wide Web. Les seves contribucions científiques més destacades es troben en la semiòtica de les interfícies i els processos d'interacció (ha integrat els models semiològics d'Umberto Eco i Algirdas Greimas amb les contribucions cognitives de Donald Norman, Marvin Minsky i Francisco Varela) i en les teories de la comunicació digital interactiva, on els seus principals referents són Jesús Martin- Barbero, Alejandro Piscitelli, Marshall McLuhan, Robert K. Logan o Lev Manovich. En els últims anys ha reprès l'estudi del discurs televisiu i de les narratives transmediàtiques en el context teòric d'una ecologia dels mitjans (Media Ecology).

## Obra
- Scolari, Carlos Alberto. La guerra de las plataformas. Del papiro al metaverso..  Barcelona: Anagrama, 2022.
- Scolari, Carlos Alberto. La Gran Enciclopedia Argentina..  Buenos Aires: Factotum, 2021.
- Scolari, Carlos Alberto; Fernández, José Luis & Rodríguez-Amat, Joan Ramón. Mediatization(s) Theoretical conversations between Europe and Latin America.  Bristol: Intellect, 2009.
- Scolari, Carlos Alberto. Las leyes de la interfaz..  Barcelona: Gedisa, 2021.
- Scolari, Carlos Alberto. No pasarán. Las invasiones alienígenas de H.G. Wells a S. Spielberg (y más allá)..  Lima: Universidad de Lima, 2021.
- Scolari, Carlos Alberto. Cultura Snack..  Buenos Aires: La Marca, 2020.
- Scolari, Carlos Alberto, Bertetti, Paolo & Freeman, Matthew. Transmedia Archaeology..  Roma: Armando, 2020.
- Scolari, Carlos Alberto & Rapa, Fernando. Media Evolution..  Buenos Aires: La Marca, 2019.
- Chartier, Roger & Scolari, Carlos Alberto. Cultura escrita y textos en red..  Barcelona: Gedisa, 2019.
- Scolari, Carlos Alberto. Teens, media and collaborative cultures. Exploiting teens transmedia skills in the classroom.  Barcelona: H2020 Transliteracy / UPF, 2018.
- Scolari, Carlos Alberto. Adolescentes, medios de comunicación y culturas colaborativas. Aprovechando las competencias transmedia de los jóvenes en el aula..  Barcelona: H2020 Transliteracy / UPF, 2018.
- Scolari, Carlos Alberto. Ecología de los medios: entornos, evoluciones e interpretaciones.  Barcelona: Gedisa, 2015.
- Scolari, Carlos Alberto; Bertetti, Paolo & Freeman, Matthew. Transmedia Archaeology.  New York: Palgrave, 2014.
- Scolari, Carlos Alberto. Narrativas Transmedia. Cuando todos los medios cuentan.  Barcelona: Deusto, 2013.
- Scolari, Carlos Alberto. Homo Videoludens 2.0: de Pacman a la gamification.  Barcelona: UAB, 2013.
- Carlón, Mario & Scolari, Carlos Alberto. El fin de los medios masivos. El comienzo de un debate..  Buenos Aires: La Crujía, 2009.
- Ibrus, Indrek & Scolari, Carlos Alberto. Crossmedia Innovation. Texts, Markets, Institutions.  Frankfurt/New York: Peter Lang, 2012.
- Carlón, Mario & Scolari, Carlos Alberto. Colabor_arte. Medios y artes en la era de la producción colaborativa..  Buenos Aires: La Crujía, 2012.
- Piscitelli, Alejandro; Scolari, Carlos Alberto & Maguregui, Carina. Lostología. Instrucciones para entrar y salir de la Isla.  Buenos Aires: Cinema, 2011.
- Scolari, Carlos Alberto. Hipermediaciones. Elementos para una teoría de la Comunicación Digital Interactiva.  Barcelona: Gedisa, 2008, p. 317.
- Scolari, Carlos Alberto. Hacer clic. Hacia una sociosemiótica de las interacciones digitales.  Barcelona: Gedisa, 2004.